# 東北楽天ゴールデンイーグルス (ファーム)
東北楽天ゴールデンイーグルス（とうほくらくてんゴールデンイーグルス、Tohoku Rakuten Golden Eagles）のファームは、日本のプロ野球球団・東北楽天ゴールデンイーグルスの下部組織として設置されている二軍である。イースタン・リーグの球団のひとつ。

## 本拠地
- 楽天イーグルス泉練習場（宮城県仙台市泉区、愛称：森林どりスタジアム泉）

2023年現在、ファームの本拠地は泉練習場がメインとして記載されているほか、かつて本拠地・準本拠地として試合が開催された楽天イーグルス利府球場、ヤマリョースタジアム山形、天童市スポーツセンターがスタジアムとして記載されている。
2008年までは山形県野球場をメインに、天童市スポーツセンターを準本拠地として使用していた。2009年からは公式サイトにおいて利府と山形を本拠地としていたが、実質的には利府がメインであり、山形は地方開催のような扱いだった。
2016年からは山形での定期的な開催をやめ、二軍主催試合は原則的に利府へ一本化された。これとは別に練習場として楽天イーグルス泉練習場を使用しているが、同年から泉も試合会場に加えることになり、併用となった。
2018年は利府球場が改修のため使用できず、本拠地としては泉のみが使用された。改修終了後もメインの主催球場は泉となっており、2023年には利府での開催はわずか3試合のみであった。
本拠地のほか、東北地方各地でも公式戦を開催している。また、イースタン・リーグ所属の6球団が関東を本拠地としているため、移動の際の負担軽減などの理由で相手チームの本拠地で主催試合を開催することもある。

## 歴史・概要
2004年のプロ野球再編問題を経てパシフィック・リーグに新規参入した楽天の二軍として2005年に創設。イースタン・リーグに加盟したことから同リーグの球団数は7となり、逆にオリックスと近鉄の合併で球団数が減少したウエスタン・リーグは5となったため、両リーグとも同時期に1チームがカードを組めなくなり、一軍に準じたインターリーグや社会人チームとの交流試合が導入されることになった。
当初は保護地域の宮城県のみならず、東北地方全域を活動拠点とする構想により宮城県外に二軍本拠地を置く方針が定められ、山形県野球場を本拠として、実際、2005年の2軍の同県内で行われた主管試合は43試合開催された。しかし、同球場において観客動員目標であった「1試合平均1000人」を達成出来なかったことを主な理由に、少しずつ山形県内での開催を縮小し、2009年より仙台に近い利府町中央公園野球場と併用されることになった。ただし実際には本拠地は利府に一本化されて、山形県野球場での試合は数試合に留まり、特に2014年には1試合しか行われず、本拠地とは名ばかりの状態だった。
2015年11月に、イースタンリーグからの要請により、二軍本拠地を利府に正式に一本化し、山形からは撤退した。楽天球団には、イースタンリーグから、2012年ごろ、本拠地を1つにまとめるようにとの要請があり、2013年から2015年の3年間はその猶予期間と位置付けていた。最終的に「1軍の本拠地が仙台で、チーム強化と運営の観点から利便性が高いこと」「選手の多くが仙台市周辺在住であること」などから、宮城県に統一させるとしている。ただし、完全撤退ではなく、2015年までと同じように年間数試合の開催誘致には力を入れるとしている。
2016年からは上記により宮城県に本拠地を統一させることにしたため、従前の利府球場に加え、これまでは練習会場のみとして使われてきた泉練習場も本拠地（試合会場）化し、利府で18・泉練習場で22、また本拠地契約を解消した山形県では荘銀日新スタジアムを含めて9試合の開催を割り当てている。

## 沿革
- 2005年 一軍と共に創設し、山形県野球場を本拠地とする。
- 2006年 楽天イーグルス泉練習場の使用開始。また、山形を二軍の練習、育成拠点とする計画は白紙撤回される[注釈 2]。
- 2009年 利府町中央公園野球場を本拠地球場に追加。事実上の本拠地移転となる。
- 2016年 本拠地を宮城県（利府・泉併用）に正式に一本化し、山形からは撤退する。

## 歴代監督
- 2005年 ： 松井優典 （第1次） ※1
- 2005年 ： 山下大輔 ※1
- 2006年 - 2009年 ： 松井優典 （第2次）
- 2010年 ： 仁村徹※2
- 2011年 ： 仁村薫
- 2012年 ： 仁村徹
- 2013年 - 2014年 ： 大久保博元 ※3
- 2015年 ： 酒井勉
- 2016年 - 2017年  ： 平石洋介
- 2018年 ： 池山隆寛
- 2019年 ： 三木肇 （第1次）
- 2020年 ： 奈良原浩
- 2021年 - 2024年： 三木肇 （第2次）

※1 5月1日付けで二軍監督と一軍ヘッドコーチの配置転換
※2 7月13日から約半月、病気療養の為外野守備走塁コーチの広橋公寿が代行
※3 2014年7月2日から同23日まで一軍監督代行着任のため、酒井勉が代行

### 育成チーフコーチ
（3軍監督相当）
- 2011年-2012年 : 広橋公寿

※2013年以後は育成チーフコーチの枠は廃止され、2軍監督が事実上兼務することになった。